# CapCut
CapCut (în chineză: 剪映; pinyin: JianYing), cunoscut anterior ca ViaMaker, este o aplicație de editare pentru videoclipuri de format scurt, dezvoltată de ByteDance.

## Istorie
Aplicația a fost lansată inițial în China în 2019 fiind disponibilă pentru iPhone și Android. În 2020, a fost redenumită în CapCut (fiind anterior cunoscută la nivel internațional ca ViaMaker) și a devenit disponibilă internațional. S-a extins ulterior pentru a include o versiune web și versiuni desktop pentru Mac și Windows.
În 2022, CapCut a ajuns la 200 de milioane de utilizatori activi. Conform The Wall Street Journal, în Martie 2023 a fost a doua cea mai descărcată aplicație în Statele Unite, după magazinul chinezesc Temu. La momentul actual CapCut are peste un miliard de descărcări pe Magazin Play.

## Funcții
Versiunea gratuită de CapCut are multiple funcții, cum ar fii opțiuni de viteză pentru ajustarea duratei clipurilor. Unealta pentru subtitrări automate poate fi folosită pentru a genera subtitrări video, editabile ulterior din aplicație, însă nu mai este o funcție gratuită, începând cu ultimele actualizări.
CapCut suportă funcții de editare video de bază, precum editarea, decuparea și despărțirea clipurilor. Permite adiția clipurilor noi la proiecte, dar este limitat la editarea pe un singur layer. În schimb, aplicația oferă opțiuni de suprapunere care permit efecte adiționale, cum ar fi editarea pe mai multe layere. Utilizatorii pot de asemenea să folosească o mulțime de tipuri de efecte. Ei pot să exporte sau să salveze proiecte completate direct pe diferite rețele sociale.